# Naumanniola
Naumanniola is een geslacht van vliesvleugeligen uit de familie Eulophidae. De wetenschappelijke naam van dit geslacht is voor het eerst geldig gepubliceerd in 1988 door Boucek.

## Soorten
Het geslacht Naumanniola omvat de volgende soorten:
- Naumanniola ramosa Boucek, 1988
- Naumanniola varians Boucek, 1988